# Clubiona transversa
Clubiona transversa là một loài nhện trong họ Clubionidae.
Loài này thuộc chi Clubiona. Clubiona transversa được miêu tả năm 1998 bởi Zhang & Chang-Min Yin.